# New Generation
The New Generation, New Generation, var en svensk popgrupp från Lidingö/Stockholm.
Gruppen hade sitt ursprung i Plöjboys från Lidingö som 1965 gav en singel på skivbolaget SweDisc. Denna grupp tvingades 1966 att byta namn och antog då namnet The New Generation samtidigt som gruppen ombildades med nya medlemmar. Musiker som kom att ingå i gruppen var Peter Holm (sång), Per Engdahl (gitarr och sång), Göran Forss (gitarr och sång), Lars Lindros (bas och sång), Janne Ersson (trummor och sång), Åke Larsén (trummor och sång), Hans Jonsson (orgel), Erik Antonio (orgel) och Peo Sahlsberg (trummor). Holm sparkades från bandet i april 1968 efter att han på eget bevåg avbokat en hel folkparksturné 

## Diskografi

### Singlar
- 1965 – We 'll 've Fun/You and Me (Plöjboys, SweDisc SWES 1099)
- 1967 – Two Faces have I/Blue Moon (Sonet T-7712)
- 1968 – Candy/Just give it to me  (Sonet T-7728)
- 1968 – Peaches and Cream/Lonely Man (Sonet T-7739)
- 1968 – Personality / Time Drags By (Sonet T-7746)
- 1969 – Every Day I Have To Cry/Feelin' Groovy (Sonet T-7772)

### EP
- 1968 – Going Around Me/Important Date/Love Get’s Into Your Heart/For Money (Club Teen RM 5194/5195)

### LP
- 1968 – Happy Days (Sonet SLP-66)
- 1975 – The Fantastic Rock'n roll Story Vol. 1 (Music For Pleasure MFP 50144)